# 巴拉諾韋 (瓦爾基區)
49°54′13″N 35°37′6″E / 49.90361°N 35.61833°E
巴拉諾韋（烏克蘭語：Баранове）是位於烏克蘭東部的村莊，由哈爾科夫州博霍杜希夫區的瓦爾基市鎮負責管轄。該村始建於1750年，面積9.35平方公里，海拔高度179米，2001年人口220，人口密度每平方公里23.5人。